# Marcus Nonius Gallus
Marcus Nonius Gallus war ein römischer Feldherr des 1. Jahrhunderts v. Chr.
Er war Sohn des Gaius Nonius Gallus, für den er in Aesernia, der Heimat der Familie, ein Grabmal erbauen ließ. Bekannt ist, dass er, um 29 v. Chr. den gallischen Stamm der Treverer nach einem Aufstand unterwarf. Unter ihm scheint das kurzlebige Römerlager auf dem Trierer Petrisberg errichtet worden zu sein. Wohl aufgrund seines Militäreinsatzes in Gallien (bei dem er vermutlich Legat des Statthalters war) wurde er zum Imperator ausgerufen. Gallus war u. a. Mitglied der septemviri Epulonum, eines römischen Priesterkollegiums.